# Rörtjärnen (Svegs socken, Härjedalen, vid Norderåsen)
Rörtjärnen är en sjö i Härjedalens kommun i Härjedalen och ingår i Ljusnans huvudavrinningsområde.